# Смардан (Галац)
Смардан (рум. Smârdan) насеље је у Румунији у округу Галац у општини Смардан. Oпштина се налази на надморској висини од 56 m.

## Становништво
Према подацима из 2002. године у насељу је живело 3990 становника, од којих су сви румунске националности.

### Хронологија
| Година       | 1992 | 1993 | 1994 | 1995 | 1996 | 1997 | 1998 | 1999 | 2000 | 2001 | 2002 | 2003 | 2004 | 2005 | 2006 | 2007 | 2008 | 2009 | 2010 | 2011 | 2012 | 2013 | 2014 | 2015 | 2016 | 2017 |
| ------------ | ---- | ---- | ---- | ---- | ---- | ---- | ---- | ---- | ---- | ---- | ---- | ---- | ---- | ---- | ---- | ---- | ---- | ---- | ---- | ---- | ---- | ---- | ---- | ---- | ---- | ---- |
| Становништво | 3087 | 3109 | 3150 | 3158 | 3169 | 3253 | 3365 | 3428 | 3541 | 3634 | 3767 | 3860 | 4012 | 4157 | 4282 | 4381 | 4584 | 4736 | 4841 | 5042 | 5164 | 5268 | 5381 | 5488 | 5599 | 5690 |